# Sini (televíziós sorozat)
A Sini (hangul: 신의, RR:  Sin-ui), angol címén Faith, vagy egyéb angol fordításban The Great Doctor, 2012-ben vetített kosztümös koreai televíziós sorozat (szaguk), I Minho és Kim Hiszon főszereplésével. A fantasy elemekkel átszőtt sorozat Cshö Jong korjói tábornokról szól, aki a jövőből elrabol egy plasztikai sebész doktornőt, abban a hitben, hogy az megmentheti Noguk királyné életét. A 700 évvel korábbi múltba kerülő orvosnő és a tábornok között a politikai harcok közepette szerelem szövődik. A koreai cím kettős jelentésű, a hangul jelentése szó szerint hit illetve hűség, azonban azt is jelentheti, „isteni (신) gyógyító (의)”.

## Történet
Cshö Jong 29 évesen már tábornoki rangban szolgál, az udalcshi, azaz a Korjo-dinasztia testőrségének parancsnoka. A mongol Jüan-dinasztiából feleséget választó friss korjói királyt, Kongmint kíséri haza a korjói fővárosba, amikor megtámadják őket és az ifjú királynét halálosan megsebesítik. A király tanácsnoka azt javasolja, keressék meg Hvathát, a „mennybéli doktort”, aki varázslatos tudással bír, de a mennyek kapuján lépve eltűnt már vagy ezer éve. Jong vállalkozik rá, hogy átlépi a közeli hegyen kavargó mennykaput és megkeresi Hvathát vagy egy tanítványát. Jong a kapun át azonban nem a Mennybe, hanem a jövőbe érkezik, 2012-be, egy szöuli orvosi konferencia kellős közepébe, ahol megpillantja Ju Unszut, aki épp a plasztikai sebészetről tart előadást. A furcsa „mennybéli világba” érkező középkori katona azt hiszi, megtalálta a mennyek orvosát, és elhurcolja a nőt a kapun át az 1300-as évekbe.
A 33 éves plasztikai sebésznek, miután túltette magát az időutazás sokkján, szembe kell néznie a fiatal és tapasztalatlan király parancsaival, a királyságra pályázó Jüan-bérenc Ki Cshol herceg ármánykodásával, saját képességei és tudása határaival, a történelem esetleges megváltoztatásával járó felelősséggel és ráadásul heves érzelmeket kezd táplálni elrablója, a jóképű, igazságtudatos, ám makacs és a halállal bármikor szembeszálló Cshö Jong iránt, miközben történelmi tanulmányaiból pontosan tudja, milyen sors vár a férfira.

## Szereplők
- Cshö Jong: I Minho
- Ju Unszu: Kim Hiszon
- Kongmin király: Lju Dokhvan
- Ki Cshol herceg: Ju Oszong
- Csang Bin királyi orvos: I Phillip
- Cshon Umdzsa: Szong Hun
- Noguk királyné: Pak Szejong

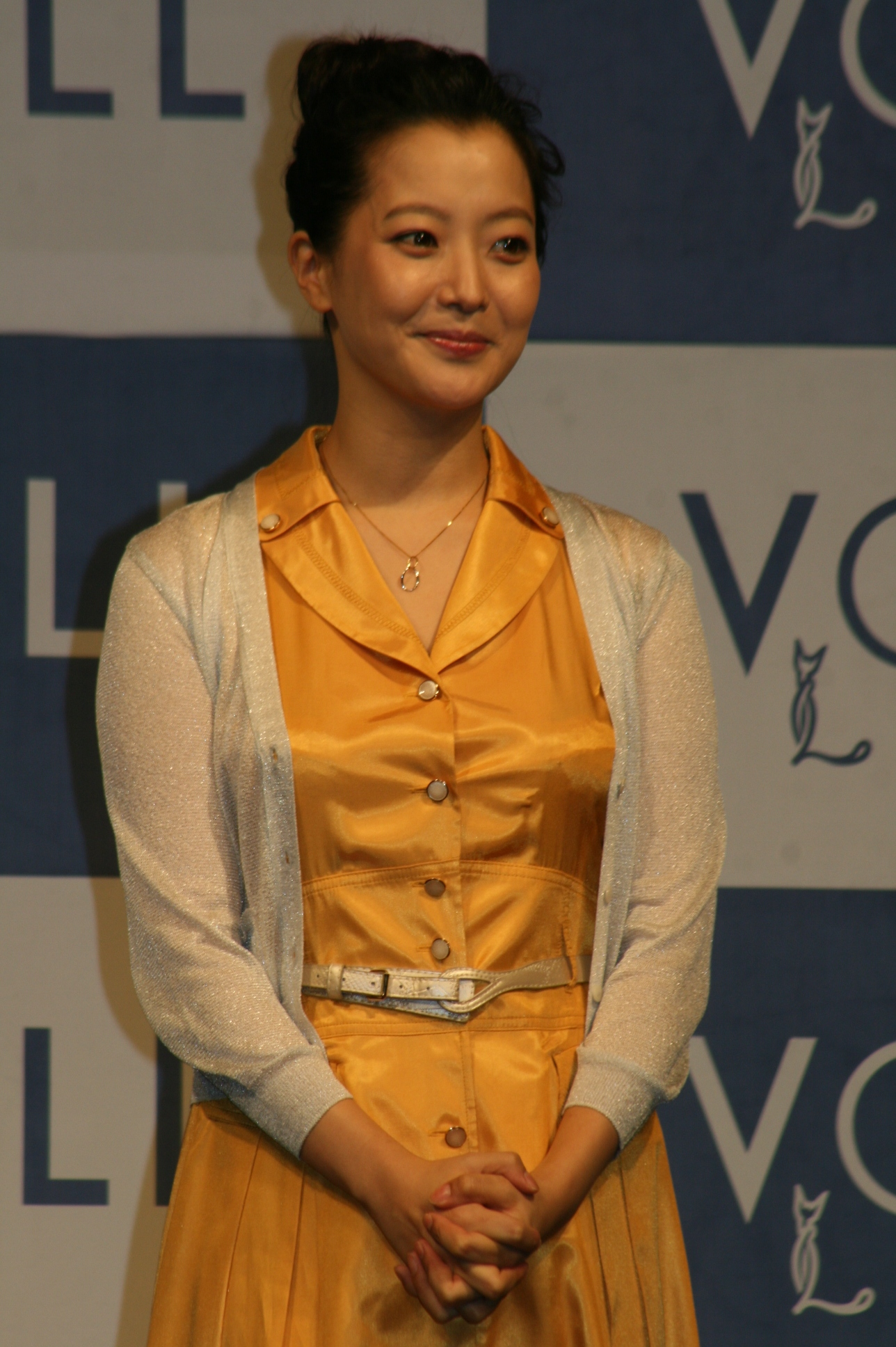
Kim Hiszon
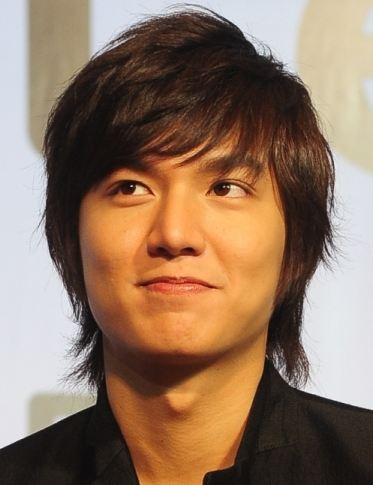
I Minho
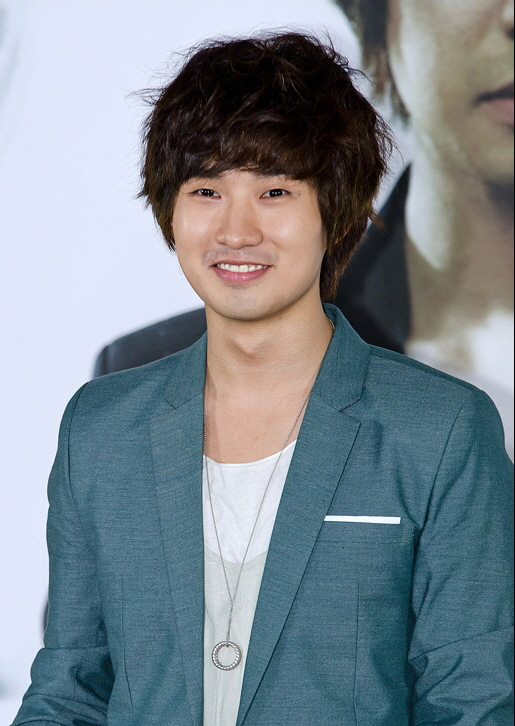
Lju Dokhvan

## Incidensek
A sorozat költségvetése igen magas volt, 10 milliárd von (kb. 2 milliárd forint), azonban nem hozta be a hozzá fűzött reményeket, csak 10%-os nézettséget produkált. A rendező Kim Dzsonghakot sikkasztással vádolták meg, a színészeknek és a sorozaton dolgozóknak mintegy 640 millió von (132 millió forint) értékű fizetéssel tartozott a produkció. Ugyancsak eljárást indítottak a rendező ellen, mert két céggel is kötött szerződést a filmzene megírására. Kim 2013 júliusában öngyilkos lett. A temetésen részt vett Szong Dzsina forgatókönyvíró és a főszereplők közül többek között I Minho, Pak Szejong, Lju Dokhvan és Kim Hiszon is.

## Díjak és elismerések
- 2012 Korean Culture and Entertainment Awards
  - Kiválóság-díj (színésznő televíziós sorozatban) (Kim Hiszon)[11]
- 2012 SBS Drama Awards
  - Kiválóság-díj (színész televíziós minisorozatban) (I Minho)[12]
  - Tinik díja (I Minho)
  - Legjobb új felfedezett (Pak Szejong)